# Mehdi Rahmati
Seyed Mehdi Rahmati (per. مهدی رحمتی, ur. 3 lutego 1981 w Teheranie) – irański piłkarz występujący na pozycji bramkarza w drużynie Esteghlal Teheran.

## Kariera piłkarska
Mehdi Rahmati jest wychowankiem klubu PAS Teheran. Potem grał w zespołach Fajr Sepah Teheran oraz Fajr Sepasi. W 2004 przeszedł na sezon do Sepahan Isfahan. W jego barwach bronił w 26 meczach Pucharu Zatoki Perskiej. Potem na dwa lata przeniósł się do ekipy Esteghlal. Z tym zespołem wywalczył tytuł mistrzowski w sezonie 2005/2006. W 2007 trafił do drużyny Mes Kerman, z którą w kolejnym sezonie zajął trzecie miejsce w lidze. Od 2009 do 2011 ponownie był piłkarzem Sepahan Isfahan. Po roku na jego konto trafił drugi tytuł mistrzowski. W latach 2011–2014 grał w Esteghlalu, w sezonie 2014/2015 w Paykanie, a w 2015 ponownie został zawodnikiem Esteghlalu.
Mehdi Rahmati w 2004 zadebiutował w reprezentacji Iranu. Wystąpił w trzech edycjach Pucharu Azji: w latach 2004 (brązowy medal), 2007 i 2011.

### Sukcesy

#### Fajr Sepasi
- Zwycięstwo
  - Puchar Hazfi: 2001

#### Esteghlal
- Zwycięstwo
  - Puchar Zatoki Perskiej: 2006

#### Sepahan
- Zwycięstwo
  - Puchar Zatoki Perskiej: 2010

#### Indywidualnie
- 2008: bramkarz roku według Irańskiej Federacji Piłkarskiej (IRIFF)